# René Courant
Pour les articles homonymes, voir Courant.
René Courant est un historien des chemins de fer né le 20 mai 1927 à Bourg-lès-Valence et mort le 11 juin 2000 à Dijon. Il a été correspondant du  quotidien Le Dauphiné libéré à Saint-Marcellin (France) dans les années 1950 et a publié de nombreuses études sur les chemins de fer. Il est le père du cinéaste Gérard Courant, l'inventeur des Cinématon. Huissier de justice à Dijon.

## Publications
- Les tramways Valence - Saint-Péray et les transports valentinois, éditions Imprimeries réunies, 1973
- Le temps des tramways, éditions du Cabri, 1982  (ISBN 290331022X)

prix du livre cartophile 1983
- Les trolleybus français, éditions Presses et éditions ferroviaires, 1985  (ISBN 290544701X)